# 모나 용평
모나 용평(모나 용평, 영어: Mona YongPyong) 또는 용평리조트(Yongpyeong Resort)는 강원특별자치도 평창군 대관령면 올림픽로 715에 있는 스키장, 골프장, 워터파크 시설을 갖춘 세계기독교통일신령협회유지재단 산하의 대규모 종합 위락시설이다. 1981년 쌍용종합건설에 흡수합병되어 쌍용종합건설 용평사업본부가 됐으나 1987년 쌍용양회에 양도되면서 쌍용양회 용평사업부로 변신했지만 IMF 외환위기를 맞아 쌍용그룹이 어려움에 처하자 2000년 재분사됐으나 2003년 세계일보에 매각됐다. 2018년에는 평창 동계 올림픽 및 평창 동계 패럴림픽의 알파인 스키 종목이 개최되었다.

## 부대 시설

### 스키장
모나 용평 스키장은 대한민국 최초의 스키장으로서 1975년 개장하였으며, 2016년 현재는 28면의 슬로프와 14기(곤도라 1기 포함)의 리프트를 운행하고 있다. 또한 레인보우 슬로프를 포함한 6면의 슬로프가 국제스키연맹(FIS)으로부터 공인을 받아 각종 국제대회를 개최하고 있다. 적정 수용인원은 2만명이다.
스키장 정상에는 각종 조형물을 설치하여 관광자원으로 개발하고있으며, 드라마 겨울연가, 쓸쓸하고 찬란하神 - 도깨비를 이곳에서 촬영하였다.

### 골프장
- 용평골프클럽, 버치힐골프클럽, 용평나인골프코스

### 용평워터파크
용평워터파크(Yongpyong Water Park)는 모나 용평에 위치한 워터파크로서, 2008년 오픈하였다. 연면적 12,806 m2 옥외시설 4,522 m2의 규모로 약 3,500명 정도를 동시수용할 수 있으며, 각종 풀 및 사우나, 찜질방, 워터슬라이드 등이 있다.

### 콘도
- 타워콘도
- 빌라콘도
- 그린피아 콘도

### 프리미엄 콘도
- 용평
- 버치힐
- 베르데힐
- 포레스트
- 버치힐테라스 레지던스
- 아폴리스

### 호스텔
- 블리스힐 스테이

### 기타 레포츠 시설
- 발왕산 관광 케이블카
- 사계절 썰매장
- 용평루지
- 마운틴코스터
- 사륜오토바이
- 산악자전거(MTB)
- 마운틴 카트

## 국제 대회
모나 용평의 스키장은 아래와 같은 주요 국제대회를 개최하였다.
- FIS 알파인 스키 월드컵 (1998년, 2000년, 2003년, 2006년)
- 1999년 동계 아시안 게임
- 2006년 IPC 알파인 스키 장애인 월드컵
- 2018년 평창 동계 올림픽 및 평창 동계 패럴림픽
- 2024년 동계 청소년 올림픽

## 사진
용평리조트
- 케이블카 탑승장
- 케이블카 탑승장
- 케이블카 탑승장
- 케이블카 탑승장
- 옐로우 슬로프 하단부, 2014 3월
- 발왕산 정상부
- 발왕산 정상부
- 발왕산 정상부
- 발왕산 정상부
- 발왕산 정상부
- 그린피아콘도